# 王輝嘉助
王輝 嘉助（おうき かすけ 、1996年6月12日 - ）は、新潟県岩船郡関川村出身で、錣山部屋に所属した元大相撲力士。本名は小池 一毅（こいけ かずき）。身長185.0cm、体重160.1kg、血液型はA型。最高位は東十両13枚目（2020年9月場所）。

## 来歴

### 入門前
父親は相撲の指導者、母親は柔道の指導者であり、相撲は3歳から、柔道は関川村立関小学校1年から始めた。小学校4年次から6年次にかけてわんぱく相撲全国大会に3年連続で出場し、4年次は2位、5年次は16強、6年次は3位だった。小学校卒業後は関川村立関川中学校に進学し、相撲部は無かったので柔道部に所属したが、新潟県立海洋高校相撲部総監督の田海哲也の誘いで中学2年次に柔道を辞めて相撲一本に専念し始めるべく、9月から糸魚川市立能生中学校に転校した。3年次には全国中学校相撲選手権大会で3位入賞（ちなみに、優勝は佐藤貴信（貴景勝）、2位は打越奎也（阿武咲）だった）。中学卒業後は海洋高校に進学したが、在学中は左膝の故障に悩まされた。
2013年6月に、故障が続いて悶々と過ごしていた小池を見た田海の勧めにより、田海と親交のある錣山親方（元関脇・寺尾）が師匠を務める錣山部屋を見学することになり、同部屋の名古屋場所宿舎に3日分の荷物を持って宿泊した。3日目になると突然錣山から呼び出しを受け、「どうするんだ」との質問に「はい」と答えて入門が決定し、同年7月場所で海洋高校を中退し初土俵を踏んだ。

### 入門から十両昇進まで
入門直後に在位した序ノ口・序二段を各1場所で通過する順調な出世だったが、三段目では負け越しを複数回経験するなど少々壁に当たった。2016年1月場所で幕下に初めて昇進し、同年は三段目落ちを2度経験したが、2017年1月場所からはしばらく幕下の地位を維持していた。2018年11月場所では2年ぶりに三段目に陥落したが、西三段目5枚目の地位で6勝1敗の大幅な勝ち越しを決め、1場所で幕下復帰。西幕下31枚目で迎えた2019年7月場所でも6勝1敗の大幅な勝ち越しを決め、翌9月場所以降は十両昇進まで幕下上位（成績によって次の場所の十両昇進が内規上見込める地位）を維持した。

### 十両昇進（2020年9月場所）
東京の両国国技館で開催した2020年7月場所では自己最高位（西幕下2枚目）の地位で5勝2敗とし、場所後の番付編成会議の結果、翌9月場所での新十両昇進が決定した。海洋高校に在学していた力士の関取昇進は史上初とされた。新十両会見では、師匠を超えることと、左四つの型を極めることを目標に掲げていた。しかし新十両で迎えた当場所は左腕の上腕二頭筋を断裂した影響もあり精彩を欠く相撲が続き、1度も勝てないまま15戦全敗を喫してしまった。十両以上での不戦敗を伴わない15戦全敗は2000年7月場所の星誕期以来20年ぶり、不戦敗を伴うケースも含めても2005年11月場所の燁司以来約15年ぶりだった。新十両の場所における不戦敗・休場を伴わない全敗は1場所15日制が定着した1949年5月場所以降で初のケースとなった。押尾川（元関脇・豪風）は当場所千秋楽のNHK大相撲中継の解説において「これをただの負けにしたらダメ。一つプラスの経験と捉えて、頑張って欲しい。人として男として、肉体的にも精神的にも強くなって帰ってきてほしい」と再起に期待するコメントを出していた。

### 幕下陥落以降
東幕下13枚目に在位し出直しを図った2020年11月場所は、4日目（2番相撲）の村田戦を寄り切りで勝利し、前場所初日から続いていた連敗を16で止めたが、当場所も村田戦以外を全て敗れ1勝6敗に終わり、翌2021年1月場所は東幕下36枚目まで番付を落とした。当場所で5勝2敗と3場所ぶりの勝ち越しを決めて以降も一進一退が続いていた。
東幕下13枚目に在位した2022年7月場所では2勝5敗で迎えた千秋楽に八番相撲で矢後（当場所西十両11枚目・14日目まで4勝10敗）との割が組まれ、同取組に外掛けで勝ち、3勝5敗の勝ち得の成績を修めた。幕下2桁台の力士に八番相撲が組まれることは非常に珍しいケースであり、平成以降で3例目だったが、当場所は新型コロナウイルス感染に伴う休場力士が多く、千秋楽の関取の取組数を確保するために幕下上位に在位していた力士3名に十両力士との割を組む措置が講じられた。翌9月場所・翌々11月場所ともに3勝3敗から7番相撲に勝ち2場所連続4勝3敗の勝ち越しで、2023年1月場所には東幕下16枚目まで番付を戻したものの、1月場所の直前に左膝の脱臼、及び半月板と膝蓋腱の損傷と言う重傷を負い、1番相撲（2日目）の15枚目付出デビュー戦となった落合との取組を欠場し不戦敗して以降、同年7月場所まで休場を続けた。その結果、2023年5月場所には三段目に、翌7月場所には序二段に降格した。
序二段西76枚目まで番付を落とした翌9月場所で土俵に復帰し、5場所ぶりの出場を果たした当場所は本割で7戦全勝としたが、優勝決定戦で安大翔に敗退し、序二段優勝はならなかった。その後も勝ち越しを続け2024年3月場所では西三段目5枚目まで番付を戻したが当場所を再度休場した。
東三段目66枚目で迎えた2024年5月場所を5勝2敗で終えた後、翌7月場所の番付発表直前の6月28日、日本相撲協会に引退届を提出し、受理された。上述の通り新十両の場所を不戦敗を伴わない15戦全敗で終え、その後関取復帰が叶わなかったため、結果として関取に在位した場所を1場所皆勤したにもかかわらず未勝利に終わった。番付発表直前の引退表明のため、7月場所の番付には四股名が残り、西三段目36枚目に在位した。
2025年2月2日に都内で断髪式を行い、都内で飲食関係の仕事を目指す意向を示した。

## 人物
- 幼少期に相撲を続ける動機になったのは、帰りに回転寿司店へ連れて行ってもらえたことであり、小学生の頃には20皿を平らげたという[2]。入門時の新弟子アンケートでは、好きな食べ物という問いに「スシ（何でも）」（原文ママ）と回答した[1]。なお、プリンとコーヒーが苦手である[9]。
- 錣山部屋への入門が決まった頃のことについて、見学のつもりで名古屋場所の宿舎を訪問してそのまま初土俵を踏むことになったため、2019年のインタビュー記事では「展開が早すぎてよくわからなかった」と述懐していた[2]。
- 「王輝」の四股名は、師匠・錣山の好きな漫画『キングダム』の登場キャラクター・王騎に由来する。下の名の「嘉助」は実家の屋号である[9]。『相撲』2019年11月号「大銀杏が待っている」の見出しにおいて四股名を「王輝一毅」と誤記され[2]、ほどなくして本人もTwitterにおいて正しい四股名を周知するツイートを行った[10]。しかし2020年9月場所の番付発表の際にも、上越市および海洋高校の所在地である糸魚川市の地域紙「上越タイムス」・「糸魚川タイムス」において、同場所より下の名を「一毅」から「嘉助」に改めた、という誤った記載が紙面・電子版の両方でなされてしまった[11]。
- 小林信也の記事によると、王輝は「(見学に来いと)言われたとおり、ただ見に行くつもりで、3日分の荷物だけ持って名古屋に行ったんです。そしたら先輩はみんな優しくて、すごく居心地がよかった。稽古は厳しいけれど、普段の生活は楽しかった」と当時の部屋の雰囲気を語ったという。

## 主な成績

### 通算成績
- 通算成績：230勝192敗34休（65場所）
  - 十両成績：0勝15敗（1場所）

### 場所別成績
| | 一月場所 初場所（東京） | 三月場所 春場所（大阪）  | 五月場所 夏場所（東京）   | 七月場所 名古屋場所（愛知） | 九月場所 秋場所（東京） | 十一月場所 九州場所（福岡） |
| --- | ----------------------- | ------------------------ | ------------------------- | --------------------------- | ----------------------- | --------------------------- |
| 2013年 （平成25年） | x                       | x                        | x                         | （前相撲）                  | 東序ノ口19枚目 6–1      | 東序二段34枚目 5–2          |
| 2014年 （平成26年） | 東三段目98枚目 4–3      | 西三段目78枚目 4–3       | 西三段目62枚目 4–3        | 東三段目46枚目 3–4          | 西三段目64枚目 6–1      | 東三段目9枚目 1–6           |
| 2015年 （平成27年） | 西三段目48枚目 3–4      | 西三段目62枚目 5–2       | 西三段目31枚目 4–3        | 西三段目18枚目 4–3          | 西三段目7枚目 3–4       | 西三段目23枚目 5–2          |
| 2016年 （平成28年） | 東幕下59枚目 3–4        | 西三段目11枚目 5–2       | 東幕下52枚目 4–3          | 東幕下42枚目 1–6            | 西三段目7枚目 2–5       | 東三段目32枚目 6–1          |
| 2017年 （平成29年） | 東幕下49枚目 4–3        | 西幕下42枚目 3–4         | 西幕下54枚目 4–3          | 西幕下43枚目 4–3            | 東幕下36枚目 5–2        | 東幕下25枚目 3–4            |
| 2018年 （平成30年） | 西幕下32枚目 2–5        | 西幕下53枚目 5–2         | 東幕下37枚目 3–4          | 西幕下42枚目 3–4            | 東幕下52枚目 3–4        | 西三段目5枚目 6–1           |
| 2019年 （平成31年 /令和元年） | 西幕下31枚目 3–4        | 西幕下37枚目 5–2         | 東幕下25枚目 3–4          | 西幕下31枚目 6–1            | 西幕下12枚目 4–3        | 西幕下9枚目 5–2             |
| 2020年 （令和2年） | 東幕下3枚目 3–4         | 東幕下7枚目 5–2          | 感染症拡大 により中止     | 西幕下2枚目 5–2             | 東十両13枚目 0–15       | 東幕下13枚目 1–6            |
| 2021年 （令和3年） | 東幕下36枚目 5–2        | 西幕下23枚目 5–2         | 西幕下11枚目 4–3          | 西幕下8枚目 3–4             | 東幕下16枚目 4–3        | 西幕下11枚目 3–4            |
| 2022年 （令和4年） | 東幕下19枚目 1–6        | 東幕下46枚目 6–1         | 東幕下17枚目 4–3          | 東幕下13枚目 3–5            | 東幕下22枚目 4–3        | 西幕下20枚目 4–3            |
| 2023年 （令和5年） | 東幕下16枚目 0–1–6      | 西幕下56枚目 休場 0–0–7  | 西三段目36枚目 休場 0–0–7 | 西序二段6枚目 休場 0–0–7    | 西序二段76枚目 7–0      | 東三段目73枚目 6–1          |
| 2024年 （令和6年） | 東三段目17枚目 4–3      | 西三段目5枚目 休場 0–0–7 | 東三段目66枚目 5–2        | 西三段目36枚目 引退 –       | x                       | x                           |
| 各欄の数字は、「勝ち-負け-休場」を示す。 優勝 引退 休場 十両 幕下 三賞：敢=敢闘賞、殊=殊勲賞、技=技能賞 その他：★=金星 番付階級：幕内 - 十両 - 幕下 - 三段目 - 序二段 - 序ノ口 幕内序列：横綱 - 大関 - 関脇 - 小結 - 前頭（「#数字」は各位内の序列） |                         |                          |                           |                             |                         |                             |

## 改名歴
- 小池 一毅（こいけ かずき）2013年7月場所 - 2015年5月場所
- 王輝 嘉助（おうき かすけ）2015年7月場所 -